# Beňadiková
Beňadiková (bis 1927 slowakisch auch „Benädyková“; ungarisch Benedekfalu, älter Benedekfalva) ist eine Gemeinde im Norden der Slowakei mit 527 Einwohnern (Stand 31. Dezember 2024), die zum Okres Liptovský Mikuláš, einem Teil des Žilinský kraj, gehört und zur traditionellen Landschaft Liptau gezählt wird.

## Geographie
Die Gemeinde befindet sich im Mittelteil des Talkessels Liptovská kotlina (Teil der größeren Podtatranská kotlina) unterhalb der Westtatra am Bach Trnovec im Einzugsgebiet der Waag. Das Ortszentrum liegt auf einer Höhe von 619 m n.m. und ist sechs Kilometer von Liptovský Mikuláš entfernt.
Nachbargemeinden sind Liptovský Ondrej im Norden, Jamník im Osten, Uhorská Ves und Liptovský Ján im Süden und Liptovský Mikuláš (Stadtteil Okoličné) im Westen.

## Geschichte
Beňadiková wurde zum ersten Mal 1350 als Detryhfalua schriftlich erwähnt, sieben Jahre später kommt der Name Benedukfalua auf. Das Dorf war Besitz der landadligen Familie Detrich und teilweise der Familien Kiszely und Luby. 1784 hatte die Ortschaft 55 Häuser und 330 Einwohner, 1828 zählte man 55 Häuser und 369 Einwohner, die als Landwirte beschäftigt waren. 1885 wurde eine Volksschule im Ort gebaut.
Bis 1918 gehörte der im Komitat Liptau liegende Ort zum Königreich Ungarn und kam danach zur Tschechoslowakei und schließlich zur Slowakei.

## Bevölkerung
| Jahr                | 1994 | 2004    | 2014     | 2024    |
| ------------------- | ---- | ------- | -------- | ------- |
| Anzahl der Personen | 431  | 435     | 481      | 527     |
| Unterschied         |      | +0,92 % | +10,57 % | +9,56 % |

| Jahr                | 2023 | 2024    |
| ------------------- | ---- | ------- |
| Anzahl der Personen | 528  | 527     |
| Unterschied         |      | −0,18 % |

Nach der Volkszählung 2011 wohnten in Beňadiková 466 Einwohner, davon 454 Slowaken, sieben Tschechen und ein Pole. Drei Einwohner machten keine Angabe zur Ethnie.
233 Einwohner bekannten sich zur Evangelischen Kirche A. B., 105 Einwohner zur römisch-katholischen Kirche, fünf Einwohner zur evangelisch-methodistischen Kirche, drei Einwohner zu den Siebenten-Tags-Adventisten, zwei Einwohner zur griechisch-katholischen Kirche sowie jeweils ein Einwohner zu den Zeugen Jehovas, zur altkatholischen Kirche, zur reformierten Kirche und zu einer anderen Konfession. 89 Einwohner waren konfessionslos und bei 25 Einwohnern wurde die Konfession nicht ermittelt.

## Bauwerke und Denkmäler

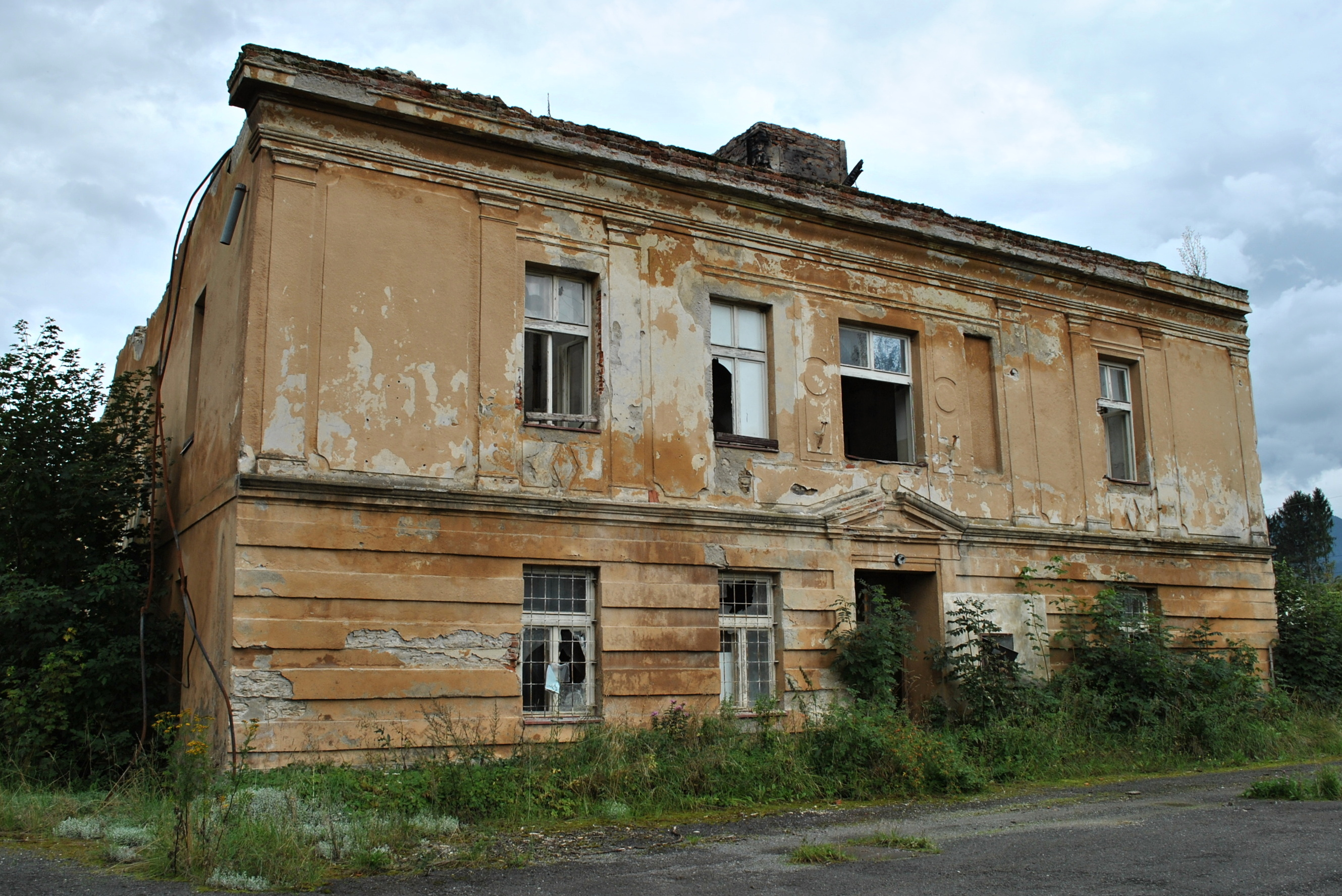
Ehemaliges Kiszely-Landschloss

- ehemaliges Kiszely-Landschloss, heute in desolatem Zustand